# 羅科多山
11°56′14″S 76°13′15″W / 11.93722°S 76.22083°W
羅科多山（Rukutu），是秘魯的山峰，位於該國中南部利馬大區，由瓦羅奇里區和聖達米安區負責管轄，屬於秘魯中部山脈的一部分，海拔高度4,800米。